# Centronaxa
Centronaxa är ett släkte av fjärilar. Centronaxa ingår i familjen mätare.
Kladogram enligt Catalogue of Life:
| Centronaxa | \| \| Centronaxa contraria \| \| \| \| \| \| Centronaxa margaritaria \| \| \| \| \| \| Centronaxa montanaria \| \| \| \| \| \| Centronaxa orthostigialis \| \| \| \| |
|            | \| \| Centronaxa contraria \| \| \| \| \| \| Centronaxa margaritaria \| \| \| \| \| \| Centronaxa montanaria \| \| \| \| \| \| Centronaxa orthostigialis \| \| \| \| |
|            | Centronaxa contraria |
|            | |
|            | Centronaxa margaritaria |
|            | |
|            | Centronaxa montanaria |
|            | |
|            | Centronaxa orthostigialis |
|            | |